# Zaharoză
Zaharoza, numită și sucroză este o dizaharidă foarte răspândită în natură, întâlnindu-se în special în sfecla de zahăr (Beta vulgaris) 12-23% și în trestia de zahăr (Saccharum officinarum) 20-27%, fiind cea mai comună formă de zahăr utilizată în alimentație.

## Proprietăți fizico-chimice

Zaharoza: o diglucidă, formată dintr-un rest de α-D-glucopiranoză și un rest de β-D-fructofuranoză, care sunt unite prin legătură 1-2glicozidică

- Stare: substanță solidă cristalizată
- Culoare: incoloră
- Gust: dulce
- Punct de topire: 184 °C
- Formulă chimică: C12H22O11
- Solubilitate: solubilă în apă și insolubilă în solvenți organici
- Activitate optică: dextrogiră [α]D20=+66,47 0.

Sub acțiunea acidului clorhidric sau sub acțiunea zaharazei ea se descompune în monoglucidele componente.
Amestecul format în urma hidrolizei are acțiune levogiră deoarece valoarea puterii rotatorii a fructozei (levogiră) este mai mare decât a glucozei (dextrogiră).